# Potamogeton linguatus
Potamogeton linguatus là một loài thực vật có hoa trong họ Potamogetonaceae. Loài này được Hagstr. miêu tả khoa học đầu tiên năm 1901.